# Sporting Pelt
Handbalclub Sporting Pelt, ook bekend als HC Sporting Pelt, is een Belgische handbalvereniging. Het eerste herenteam komt uit in de BENE-League en eerste nationale.

## Geschiedenis
De club vindt haar oorsprong in het Sint-Hubertuscollege anno 1969. Voor de 5-landen ontmoeting werd onder impuls van Louis Schurmans een handbalploeg opgericht. In 1970 werd deze ploeg Sporting Neerpelt genoemd om in 1971 aan te sluiten bij de Belgische handbalbond. In de daaropvolgende jaren groeide Sporting Neerpelt tot een topploeg om uiteindelijk al in 1975 te promoveren naar de hoogste reeks. Het behaalde er meteen de vierde plaats. Twee jaar later behaalde het herenteam van Sporting Neerpelt haar eerste titel.
Aan de herenkant was het grootste Europees succes in 1985 door de Franse kampioen Ivry uit te schakelen in de derde ronde van de IHF beker. In de jaren '80 en '90 was Sporting dé toonaangevende club van België. Het herenteam won in die periode maar liefst 9 titels en 6 bekers en er werden een 70-tal Europese wedstrijden gespeeld waarvan meer dan de helft ook werd gewonnen. In de jaren 2000 bleef Sporting een vaste waarde in de Belgische top en behaalde enkele prijzen. In 2004 won de club haar tiende landstitel. Er werden nog 3 bekers gewonnen: in 2001, 2002 en 2006. In 2024 behaalde Sporting Pelt na 20 jaar wachten een nieuwe landstitel, de 11e in haar geschiedenis.
In augustus 2019 veranderde de club van naam; Sporting NeLo werd Sporting Pelt. Dit was naar aanleiding van het 50-jarig bestaan van de handbalclub.

## Palmares

### Mannenploeg
- Eerste nationale (handbal)

winnaar (11x): 1978, 1980, 1981, 1982, 1983, 1987, 1988, 1989, 1990, 2004, 2024
- Beker van België (handbal)

winnaar (9x): 1980, 1987, 1988, 1989, 1994, 1997, 2001, 2002, 2006
- 1/16de-finale EHF Cup: 2005[2]

## Bekende (ex-)spelers
- Björn Alberts
- Patrick Catteeuw
- Kris Claes
- Igor Corvers
- Nick Deekens
- Iwein Delanghe
- Joseph Delpire
- Bram Dewit
- Szymon Dobrzynski
- Eric Eussen
- Tommie Falke
- IHugo van Werde
- Stijn Gijs
- Isabelle Hellings
- Wil Jacobs
- Ephrahim Jerry
- Andreas Kittel
- Bart Köhlen
- Bartosz Konitz
- Ivan Kopljar
- Pierre Smeets
- Mark Leckebusch
- Bart Lenders
- Evy Machiels
- Tim Mullens
- Etienne Paesen
- Mats Pastoor
- Guy Peters
- David Polfliet
- Arber Qerimi
- Gabrie Rietbroek
- Martijn Rietbroek
- Robin Schoenaker
- Lambert Schuurs
- Jo Smeets
- Serge Spooren
- Gerrit Stavast
- Raoul Lenders
- Eric Tielens
- Björn Timmermans
- Roel Valkenborgh
- Hans van Dijk
- Thijs van Leeuwen
- Dirk Verhofstadt
- Marco Vernooy
- Dylan Vossen
- Tom Wismans